# Платоновская теология
Платоновская теология (Περὶ τῆς κατὰ Πλάτωνα θεολογίας) — фундаментальный трактат Прокла, в котором предпринята попытка систематизации философии Платона. В XV веке трактат был переведен на латынь, в XIX веке появился английский перевод. 
В соответствии с духом неоплатонизма учение Платона признается мистическим и боговдохновенным, а его философия теологией, так как под богами понимаются начала всех вещей. По форме трактат является языческой схоластикой, поскольку обильно снабжен ссылками на первоисточники (канонизированный корпус сочинений Платона). Источником платоновской теологии признаны учения пифагорейцев и орфиков. 
Из греческих богов в трактате особо упомянуты Кронос ("царь умных богов"), Зевс (сын Кроноса: "воспеваемый нами сейчас демиург есть великий Зевс"), Рея ("мать демиурга" Зевса и "живородящий космос"). Вместе они образуют триаду богов, хотя ими пантеон не исчерпывается, поскольку упомянут отец Кроноса Уран. Зевс, в свою очередь, является богом других богов (например, Гермеса).